# Bob Zmuda
Bob Zmuda is een Amerikaanse schrijver, komiek en theaterproducent. Zmuda is bekend door zijn werk met Andy Kaufman. Zmuda speelde incidenteel Kaufmans creatie Tony Clifton, een Las Vegas loungezanger. Om Amerika te doen geloven dat Tony Clifton en Andy Kaufman twee verschillende personen waren heeft Zmuda af en toe als Tony Clifton opgetreden. Zo heeft niet Andy, maar Zmuda tot 3 keer toe bij David Letterman gezeten als Tony Clifton, en heeft hij een week lang opgetreden in "Harrah's lounge".
Bob heeft een boek geschreven over het leven van hemzelf en Andy: Andy Kaufman revealed! Best friend tells all!
Zmuda doet nu werk met zijn "Comic Relief", een jaarlijks evenement waarbij comedianten optreden en waarvan al het geld naar een goed doel gaat. Bekende comedianten zoals Whoopi Goldberg, en Robin Williams hebben hier meerdere keren aan meegewerkt.
- Gemeinsame Normdatei: 1146398131
- International Standard Name Identifier: 0000 0000 3424 6704
- Library of Congress Control Number: n99026451
- Bibliotheek van het Japanse parlement: 00810963
- Virtual International Authority File: 68258330
- WorldCat: E39PBJcwDb7wGDPJbdYBhhKfMP